# Stu Ungar
Stuart Errol „Stu“ Ungar (* 8. September 1953 in New York City, New York; † 22. November 1998 in Las Vegas, Nevada) war ein professioneller US-amerikanischer Poker- und Gin-Rummy-Spieler.
Ungars Spitzname war The Kid, da er bereits in jungem Alter sehr erfolgreich war und aufgrund seiner kleinen und schmächtigen Statur jünger aussah, als er war. Das prestigeträchtigste Pokerturnier der Welt – das Main Event der World Series of Poker in Las Vegas – gewann er dreimal: 1980, 1981 und 1997. Damit ist er einer von vier Spielern, die es zweimal in Folge gewannen und neben Johnny Moss der einzige dreifache Titelträger. Insgesamt sicherte sich Ungar fünf Bracelets bei dieser Turnierserie. 2019 wurde er als einer der 50 besten Spieler der Pokergeschichte genannt.

## Jugend und Gin Rummy
Ungar wuchs als Sohn jüdischer Eltern in Manhattan auf. Er war ein hochintelligentes, hyperaktives Kind mit einem fotografischen Gedächtnis, das ihn dazu befähigte, ein unglaublich guter Gin-Rummy-Spieler zu werden. Bereits im Alter von zehn Jahren gewann er das erste Turnier, an dem er überhaupt teilnahm, mit 14 besiegte er die besten Gin-Spieler New Yorks. Nachdem sein Vater, ein Buchmacher, an einem Herzinfarkt gestorben war, brach Ungar in der zehnten Klasse die Schule ab und wurde Vollzeit-Gin-Rummy-Spieler, um seine Mutter und seine Schwester finanziell zu unterstützen. Nachdem er weitere Gin-Turniere gewonnen hatte, gab er seiner Mutter einen Teil des Geldes und verspielte den Rest mit Pferdewetten auf der Rennbahn.
Aufgrund seiner Spielschulden zog es ihn nach Miami und Las Vegas. Dort heiratete er später seine Frau Madeline, die seine Tochter Stefanie zur Welt brachte. Auch in Las Vegas spielte Ungar erfolgreich Gin Rummy um hohe Einsätze.

## Pokerkarriere

### Werdegang
Da Ungar so ein guter Gin-Rummy-Spieler war, traute sich bald niemand mehr, gegen ihn zu spielen und viele Casinos baten ihn, nicht mehr an ihren Turnieren teilzunehmen. So gab er seine Gin-Karriere auf und wandte sich der Pokervariante Hold’em zu. 1980 nahm er zum ersten Mal am Main Event der World Series of Poker im Binion’s Horseshoe in Las Vegas teil, ohne wirklich Erfahrung im No Limit Hold’em zu haben. Er bezwang im Heads-Up die Pokerlegende Doyle Brunson und erhielt eine Siegprämie von 365.000 US-Dollar sowie ein Bracelet. Mit seinen 26 Jahren wurde Ungar zum damals jüngsten Sieger des WSOP-Main-Events. Deshalb, und aufgrund seines jugendlichen Aussehens, bekam er von der Presse den Spitznamen The Kid. Im folgenden Jahr gewann er bei der WSOP 1981 ein Turnier in Deuce to Seven Draw und verteidigte im Main Event seinen Titel. Sein viertes Bracelet sicherte sich Ungar bei der WSOP 1983 in Seven Card Stud.
Das Geld, das Ungar mit Gin und Poker gewonnen hatte, verspielte er schnell wieder bei Sportwetten oder Pferderennen. Mindestens viermal verlor er sein komplettes Vermögen und wurde danach wieder Millionär. Dazu kamen Drogenprobleme, weshalb sich seine Frau Madeline 1986 von ihm scheiden ließ, und ihre gemeinsame Tochter zu sich nahm. Am dritten Turniertag des Main Events der WSOP 1990, an dem Ungar nur teilnehmen konnte, weil ihm ein Freund das Startgeld von 10.000 US-Dollar geliehen hatte, fand man ihn bewusstlos mit einer Überdosis Kokain auf dem Boden seines Hotelzimmers. Obwohl er das Turnier nicht mehr zu Ende spielen konnte, war sein Vorsprung an Chips so groß, dass er noch den neunten Platz erreichte.
1997 gelang Ungar erneut ein Comeback. Wieder lieh er sich die 10.000 US-Dollar Startgebühr für das WSOP-Main-Event von seinem Freund Billy Baxter. Er gewann das Turnier und widmete den Sieg vor laufenden Kameras seiner Tochter Stefanie. Während des gesamten Turniers trug Ungar eine Sonnenbrille mit runden blauen Gläsern, die die Schäden verbergen sollte, die der Kokainmissbrauch seiner Nase zugefügt hatte. Berühmt ist sein letztes Interview nach dem Sieg, während dessen er das Bild seiner Tochter, das er während des Turniers bei sich trug, in die Kamera hielt und auf Gabe Kaplans Frage, ob er denn nun in Erwägung ziehe seinen Lebensstil langfristig zu ändern, antwortete: „Niemand hat mich jemals mit den Karten besiegen können. Der einzige, der mich jemals schlagen könnte, bin ich selbst.“ Dies war Ungars letzter öffentlicher Auftritt.
In seiner Karriere erspielte sich Ungar mehr als 3,5 Millionen US-Dollar bei Pokerturnieren. Im Rahmen der 50. Austragung der World Series of Poker wurde er im Juni 2019 als einer der 50 besten Spieler der Pokergeschichte genannt.

### Braceletübersicht
Ungar kam bei der WSOP 16-mal ins Geld und gewann fünf Bracelets:
| Jahr | Buy-in (in $) | Turnier                             | Teilnehmer | Preisgeld (in $) |
| ---- | ------------- | ----------------------------------- | ---------- | ---------------- |
| 1980 | 10.000        | No Limit Hold’em World Championship | 073        | 0.365.000        |
| 1981 | 10.000        | Deuce to Seven Draw                 | 019        | 0.095.000        |
| 1981 | 10.000        | No Limit Hold’em World Championship | 075        | 0.375.000        |
| 1983 | 05.000        | Seven Card Stud                     | 044        | 0.110.000        |
| 1997 | 10.000        | No Limit Hold’em World Championship | 312        | 1.000.000        |

## Tod
In den Monaten nach seinem letzten WSOP-Sieg verlor Ungar erneut sein gesamtes Preisgeld durch Sportwetten und Drogen. Auf Flehen seiner Tochter begann er mehrere Entzugsversuche, blieb aber jeweils nur für kurze Zeit drogenfrei. Für die WSOP 1998 hätte sich Ungar erneut Geld leihen können, fühlte sich jedoch zu müde und zu schlecht, um daran teilzunehmen. In den anschließenden Monaten bat er viele seiner Pokerfreunde um Geld, um ein erneutes Comeback zu beginnen. Das Geld gab er jedoch erneut für Drogen aus, bis kaum mehr jemand bereit war, ihm etwas zu leihen.
Am 22. November 1998 starb Ungar in einem Motelzimmer an einem Herzinfarkt.
Mittlerweile gibt es mehrere Bücher (das Bekannteste: One of a Kind) sowie einen Film (High Roller: Die Stu Ungar Story) über Ungars Leben.